# Hr.Ms. Piet Hein (1927)
Hr.Ms. Piet Hein – holenderski niszczyciel z okresu międzywojennego i II wojny światowej, typu Admiralen (serii Van Ghent). Nosił znak burtowy PH. Służył na wodach Holenderskich Indii Wschodnich, został zatopiony 19 lutego 1942 roku w bitwie w cieśninie Badung.

## Budowa i opis
„Piet Hein” należał do standardowych holenderskich niszczycieli z okresu międzywojennego, budowanych według projektu brytyjskiego i określanych jako typ Admiralen (admirałowie). Był jedną z czterech jednostek pierwszej serii typu Admiralen, określanej też jako typ Van Ghent. Budowany był w stoczni Burgerhout's Scheepswerf en Machinefabriek w Rotterdamie. Położenie stępki miało miejsce 16 sierpnia 1925 roku, wodowanie 2 kwietnia 1927 roku, a okręt wszedł do służby 25 stycznia 1928 roku. Nazwę otrzymał na cześć holenderskiego żeglarza i admirała Pieta Heina (1577–1629).
„Piet Hein” był typowym niszczycielem średniej wielkości okresu międzywojennego. Jego kadłub miał podniesiony pokład dziobowy na ok. 1/3 długości, sylwetka była dwukominowa. Uzbrojenie główne składało się z 4 pojedynczych dział kalibru 120 mm Bofors L/50 No.4, umieszczonych po dwa na dziobie i rufie w superpozycji. Uzbrojenie przeciwlotnicze początkowo składało się z dwóch dział 75 mm na burtach na śródokręciu, jednakże słabe było uzbrojenie małokalibrowe – 4 wkm-y 12,7 mm Browning. Uzbrojenie torpedowe, przeciętne dla tej klasy okrętów, stanowiło sześć wyrzutni torped kalibru 533 mm w dwóch potrójnych aparatach. Uzbrojenie przeciw okrętom podwodnym stanowiły 4 miotacze bomb głębinowych, z zapasem 3 bomb na każdy. Na torach minowych okręt mógł przenosić 24 miny morskie. Unikatową cechą wśród okrętów tej klasy była możliwość przenoszenia wodnosamolotu zwiadowczego Fokker C.VII-W, stawianego na wodę za pomocą dźwigu, jednakże przenoszenie go nie było praktyczne i do początku wojny wodnosamolot zdjęto.
Napęd niszczyciela stanowiły 2 turbiny parowe Parsons o mocy 31 000 KM, umieszczone we wspólnej maszynowni, napędzające 2 śruby. Zasilane były w parę przez 3 kotły parowe Yarrow, umieszczone w dwóch kotłowniach. Prędkość maksymalna wynosiła 34 węzły (podczas prób, przy przeciążaniu siłowni, „Piet Hein” osiągnął 36,1 w przy mocy 34 000 KM).

## Służba
Po wejściu do służby, „Piet Hein” stacjonował początkowo na wodach Holandii. 29 sierpnia 1934 roku wraz z niszczycielem „Evertsen” wyszedł z Holandii w celu przebazowania do Holenderskich Indii Wschodnich. Płynąc przez Kanał Sueski i składając wizyty w portach po drodze (Palermo, Port Said, Aden, Kolombo), okręty dotarły na miejsce do Sabangu 7 stycznia 1935 roku.
Po niemieckim ataku na Holandię w maju 1940 roku, skutkującym przystąpieniem jej do wojny, „Piet Hein” brał udział w eskortowaniu alianckich konwojów na Oceanie Indyjskim. Po przystąpieniu Japonii do wojny w grudniu 1941 roku i jej ataku na wyspy Archipelagu Malajskiego, działał głównie na Morzu Jawajskim. W składzie międzynarodowych alianckich sił ABDA wziął udział w akcji przeciw japońskiemu konwojowi w rejonie cieśniny Makassar 3-4 lutego 1942 roku. Do przechwycenia Japończyków nie doszło, a 4 lutego rano siły alianckie stały się celem zmasowanych nalotów japońskiego lotnictwa, przy czym „Piet Hein” nie poniósł szkód. Następnie wziął udział w akcji przeciw japońskim siłom desantowym pod Palembangiem 14/15 lutego 1942 roku, podczas której również nie doszło do przechwycenia Japończyków, a zespół był atakowany nieskutecznie 15 lutego przez japońskie lotnictwo, co spowodowało przerwanie akcji.
„Piet Hein” wziął następnie udział w akcji przeciwko japońskim siłom desantowym koło Bali, zakończonej bitwą w cieśninie Badung w nocy z 19 na 20 lutego 1942 roku, w której został zatopiony artylerią i torpedami japońskich niszczycieli „Asashio” i „Oshio”. Okręt zatonął o 23.16 na pozycji 8°40′S 115°20′E/-8,666667 115,333333, zginęło 64 członków załogi, w tym dowódca.
Dowódca okrętu kmdr ppor. J.M.L.I. Chömpff, oficer maszynowy Willem Marie van Moppes i marynarz N.F.B. Vet – dowódca obsady działa nr 2, zostali za męstwo w ostatniej bitwie odznaczeni Orderem Wojskowym Wilhelma IV klasy (dwaj pierwsi – pośmiertnie).